# سهير المرشدي
سهير المرشدي (21 سبتمبر 1946 -)، ممثلة مصرية.

## عن حياتها
ولدت ونشأت في قرية خرسيت التابعة لمركز طنطا في محافظة الغربية، تزوجت من الفنان كرم مطاوع وأنجبا ابنتهما حنان التي تعمل أيضًا كممثلة، ونشأت تنشئة دينية، وانتقلت عائلتها إلى القاهرة إلى حي الحلمية الجديدة والتحقت بمدرسة الحلمية الثانوية للبنات، والدها هو المرشدي بك.

### دخولها المجال الفني
اكتشفتها ناظرة المدرسة في الثانوية العامة وأدّت دورًا في مسرحية الأميرة العمياء وحصلت منها على شهادة تقدير، تخرجت من «المعهد العالي للفنون المسرحية»، حصدت الكثير من الجوائز من المهرجانات المختلفة وحازت على وسام الفنون والآداب من مهرجان قرطاج بتونس. انتُخِبتْ رئيسةً لمجلس إدارة جمعية أنصار التمثيل والسينما.

## أعمالها

### الأفلام
- 1965: صبيان وبنات
- 1965: المشاغب
- 1966: القاهرة 30
- 1967: شنطة حمزة
- 1967: جفت الأمطار
- 1967: جريمة في الحي الهادئ
- 1967: السيد البلطي
- 1967: الزوجة الثانية
- 1967: الخروج من الجنة
- 1968: جزيرة العشاق
- 1968: البوسطجي
- 1969: من أجل حفنة أولاد
- 1969: مجرم تحت الاختبار
- 1969: الناس اللي جوه
- 1969: الحرامي
- 1970: هروب
- 1970: سارق المحفظة
- 1971: بنات في الجامعة
- 1971: واحد + واحد
- 1971: بلا رحمة
- 1972: طريق الانتقام
- 1972: حكاية بنت اسمها مرمر
- 1972: السكين
- 1975: يا رب توبة
- 1976: وعادت الحياة
- 1976: عودة الابن الضال
- 1976: حكمتك يا رب
- 1977: التلاقي
- 1978: بنت غير كل البنات
- 1978: امرأة بلا قلب
- 1979: المغنواتي
- 1982: مطاوع وبهية
- 1986: كدابين الزفة
- 1990: احتيال
- 1991: لحظة خطر
- 1991: رغبة متوحشة
- 2002: العشق والدم

### المسلسلات
- 1969: ألف ليلة وليلة
- 1971: النصيب
- 1977: ليالي الحصاد
- 1977: لص الثلاثاء
- 1977: الجريمة
- 1984: جواري بلا قيود
- 1986: الذئب الأزرق
- 1987: ليالي الحلمية (ج1)
- 1989: ليالي الحلمية (ج2)
- 1989: سنوات الصبر
- 1992: بيت العيلة
- 1992: بوابة الحلواني
- 1993: الوعد الحق
- 1994: أرابيسك
- 1995: ليالي الحلمية (ج5)
- 1995: قصة مدينة
- 1997: حكاية بلا بداية ولا نهاية
- 1999: عطشان يا صبايا
- 2000: محاكمة الليالي
- 2002: رصاصة في العقل
- 2004: المرسى والأرض
- 2006: لا أحد ينام في الإسكندرية
- 2008: طريق الخوف
- 2010: موعد مع الوحوش
- 2012: النار والطين
- 2015: أريد رجلا
- 2018: طايع

### من المسرحيات
- رقصة سالومي الأخيرة
- إيزيس
- النسر الأحمر
- مراتي حنان
- حدث في أكتوبر
- زقاق المدق
- لعبة شهر العسل
- معروف الإسكافي
- المشخصاتية

## روابط خارجية
- سهير المرشدي على موقع IMDb (الإنجليزية)
- سهير المرشدي على موقع الدهليز
- سهير المرشدي على موقع قاعدة بيانات الأفلام العربية
- سهير المرشدي على موقع قاعدة بيانات الفيلم (الإنجليزية)